# Anthodite

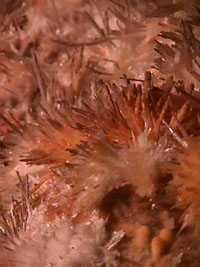
Une anthodite.

Une anthodite est un spéléothème généralement constitué d'aragonite et prenant la forme d'un agrégat rayonnant de cristaux semblables à des aiguilles.